# L'Africaine
L'Africaine (L'africana) és una òpera de Giacomo Meyerbeer sobre un llibret en francès d'Eugène Scribe.
Es tracta d'una òpera en el més pur estil de la Grand Opéra francesa: una llarga durada en cinc actes, complexitat escènica amb decorats espectaculars i ballet. Tot i que va gaudir d'una gran popularitat al canvi del segle xix al xx, després de la Primera Guerra Mundial va patir, com les altres obres de Meyerbeer, un creixent oblit, fins al punt que en l'actualitat es representa rarament. En els darrers 20 anys s'ha intentat recuperar L'africana per als escenaris, sense gaire èxit, potser a causa de la seua estètica i el seu tractament de l'argument, tan allunyats de la sensibilitat actual.
No obstant això, a L'africana, tot i ser una obra irregular, s'hi troben algunes de les pàgines més celebrades de Meyerbeer, entre les quals cal destacar l'ària del tenor protagonista Oh! Paradis.
El títol de l'òpera indueix a un error, ja que la protagonista, Selika, no és originària de l'Àfrica sinó de l'Índia. Aquest error és conseqüència de la primera versió del llibret que sí que atorgava orígens africans a la protagonista. Tot i que durant un temps l'òpera va ser representada amb el títol de Vasco da Gama, a poc a poc va recuperar el seu títol original.

## Origen i context
Meyerbeer va simultaniejar la composició de la música de dos llibrets que Scribe li havia proporcionat l'any 1838: El profeta i L'africana. Tot i que El profeta es va concloure i es va estrenar abans, l'any 1849, poc després de l'estrena de El profeta, L'africana va ser conclosa.
Meyerbeer no va quedar satisfet del llibret i va demanar a Scribe diverses modificacions. L'any 1852 va rebre el llibret modificat i hi va adaptar la partitura, acabant la versió revisada l'any 1864, un dia abans de la seua mort.
| « | ...el procés de composició de L'africana es va estendre durant vint anys, i la seua conclusió sembla haver costat la vida al compositor, en morir durant els preparatius de l'estrena, el dilluns, 2 de maig de 1864, un dia després que la còpia de la partitura fóra acabada en la seua pròpia casa de la Rue Montaigne, sota la seua supervisió. | » |

## Representacions
L'africana va ser estrenada a l'Òpera de París el 28 d'abril de 1865, un any després de la mort del compositor. L'estrena va suposar un esdeveniment social de gran repercussió, atès que Meyerbeer havia regnat sense rivals sobre l'escena francesa durant 30 anys, esdevenint un vertader ídol de masses. Durant el segle xix L'africana va gaudir del favor del públic, tant en la seua versió francesa original o traduïda a l'italià, el que feia més fàcil la seua interpretació per les companyies italianes d'òpera que dominaven el panorama operístic internacional. Va ser estrenada a Berlín el mateix any 1865. També en el mateix any es va presentar al Covent Garden de Londres, a Madrid, a Nova York, a Anvers i a La Haia. L'any següent es va representar a Sant Petersburg, L'Havana, Budapest, Viena, Barcelona i Sydney. Aquesta ràpida difusió dona prova de l'excel·lent reputació internacional de què gaudia la música de Meyerbeer i de la seua extraordinària popularitat. La representació número 500 a París va tenir lloc l'any 1893.

## Argument

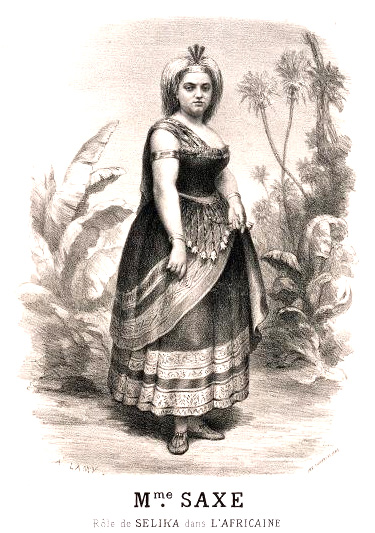
Marie Sasse com Selika

L'òpera tracta sobre una suposada expedició de Vasco da Gama. Els escenaris són Lisboa, alta mar i un país exòtic de l'Índia, en el segle xx

### Acte I
Don Diego tracta de forçar a la seua filla, la bella Inès, a casar-se amb Don Pedro, però ella està enamorada de Vasco de Gama. Tots creuen que da Gama ha mort, però sobtadament apareix durant una reunió del Consell Reial. Manifesta que ha descobert una nova terra i demana recursos per a emprendre una nova expedició de conquesta. Fa entrar a dos esclaus que ha captivat, Selika i Nelusko. Da Gama no sap que Selika és en realitat la reina del nou país que ha descobert. Ella està enamorada en secret de Vasco. El Consell refusa la petició d'una nova expedició, i Vasco ataca al Gran Inquisidor. Da Gama és empresonat.

### Acte II
En la presó. Selika salva a Vasco de ser assassinat per Nelusko, un destacat membre de la cort de Selika, que no pot amagar el seu odi vers l'estranger. Inès accepta casar-se amb Don Pedro a condició que da Gama siga alliberat. Don Pedro roba la idea de l'expedició a da Gama, organitzant-la amb l'ajut de Nelusko. Aquest en realitat planeja rebel·lar-se una vegada les naus es troben en alta mar.

### Acte III
Nelusko guia la nau de Don Pedro vers el seu país, mentre pensa com prendre el control. En el vaixell també viatja Selika. De sobte es fa evident que unes altres naus els segueixen. Es tracta de Vasco da Gama, que ha aconseguit fer-se a la mar. Vasco da Gama pressiona a Don Pedro perquè li deixe via lliure, retornant a Lisboa, però aquest hi refusa. Esclata una tempesta. Els indígenes, comandats per Nelusko, aborden la nau i assassinen a tothom, excepte a Vasco da Gama.

### Acte IV
Selika ha tornat al seu regne, i desitja venjar-se dels seus enemics. Els sacerdots de Selika volen sacrificar Vasco da Gama, però Selika ho impedeix manifestant que ha contret matrimoni amb ell. Da Gama es resigna a la seua nova vida.

### Acte V
Inès ha aconseguit arribar al regne de Selika. Es troba amb da Gama, però el seu rencontre és interromput per Selika, que se sent traïda. Però quan Selika s'adona de l'intens amor que hi ha entre Vasco da Gama i Inès, els ajuda a fugir i tornar a Europa. Després se suïcida inhalant l'aroma de les flors d'un arbre verinós. Nelusko la segueix en la mort.

## Enregistraments

### Vídeo
- Verrett, Swenson, Domingo, Díaz, Devlin; Arena, Mansouri, 1988 [enregistrament en viu] (Òpera de San Francisco)